# Кокдоненський сільський округ
Кокдоне́нський сільський округ (каз. Көкдөнен ауылдық округі, рос. Кокдоненский сельский округ) — адміністративна одиниця у складі району Турара Рискулова Жамбильської області Казахстану. Адміністративний центр — село Кокдонен.
Населення — 3630 осіб (2021; 3331 у 2009, 3622 у 1999, 3821 у 1989).
Станом на 1989 рік існувала Калінінська сільська рада (села Калініно, Тельмана, селище Кумарик). 1997 року Кокдоненський сільський округ був лвіквідований та приєднаний до складу Кумарицького сільського округу. 2001 року зі складу Кумарицького сільського округу був виділений Кокдоненський сільський округ, до його складу увійшли також і населені пункти колишнього Актоганського сільського округу. 2002 року зі складу Кокдоненського сільського округу був виділений Когершинський сільський округ.

## Склад
До складу округу входять такі населені пункти:
| Населений пункт           | Старі назви | Населення, осіб (1989) | Населення, осіб (1999) | Населення, осіб (2009) | Населення, осіб (2021) |
| ------------------------- | ----------- | ---------------------- | ---------------------- | ---------------------- | ---------------------- |
| Жаксилик, село            | Тельмана    | 1805                   | 1734                   | 1570                   | 1708                   |
| Кокдонен, село            | Калініно    | 1898                   | 1573                   | 2063                   | 1771                   |
| Кумарик, станційне селище | -           | 118                    | 315                    | 102                    | 151                    |